# Mohembo (grensovergang)
Mohembo is een rustige grensovergang tussen Namibië en Botswana, gelegen aan een onverharde weg. Het ligt net ten zuiden van het nationale park Mahango. Aan de Namibische kant is Divundu het dichtsbijzijnde plaatsje, ongeveer 20 km noordwaarts.
In Botswana ligt de grens iets ten noorden van Mohembo West en Shakawe.